# ولادیمیر کاپوستیان
ولادیمیر گاوریلوویچ کاپوستیان (اوکراینی: Владимир Гаврилович Капустян؛ ۳۱ مهٔ ۱۹۳۵–۲۵ دسامبر ۱۹۹۸) نویسنده و فیلم‌نامه‌نویس اهل اوکراین بود.
او دانش‌آموختهٔ دانشگاه ملی تاراس شفچنکو کی‌یف بود. از فیلم‌ها یا مجموعه‌های تلویزیونی که وی در آن‌ها نقش داشته است، می‌توان به کازاک‌ها اشاره نمود.